# Analytical Chemistry
Analytical Chemistry is een wetenschappelijk tijdschrift met peer review, dat wordt uitgegeven door de American Chemical Society. De naam wordt gewoonlijk afgekort tot Anal. Chem. Het tijdschrift publiceert onderzoek uit de analytische scheikunde en is het meest geciteerde in die tak van de scheikunde.
Analytical Chemistry werd opgericht in 1929. In 2017 bedroeg de impactfactor van het tijdschrift 6,042.